# Bill Rancic
Bill Rancic (Chicago, 16. svibnja 1971.) američki je poduzetnik, glumac, voditelj, govornik, pisac i urednik televizijskog programa hrvatsko-irskoga podrijetla.
U javnosti postao poznat nakon pobjede u televizijskom natjecanju Pripravnik voditelja Donalda Trumpa, nakon čega je dobio zaposlenje u Trumpovoj organizaciji.
Sa svojom ženom Giulianom glumio je u televizijskoj seriji Giuliana i Bill i sudjelovao u nacionalnom televizijskom kuharskom natjecanju Kuhinjski kasino.

## Životopis
Bill Rancic rodio se u Chicagu 16. svibnja 1971. u obitelji irsko-hrvatskoga podrijetla. Njegov djed, Nikola Rančić, doselio se iz Splita u Sjedinjene Države gdje je upoznao, i kasnije oženio irsku useljenicu. U svojim javnim nastupima nije se sramio svoga podrijetla, a više je puta isticao kako želi posjetiti Hrvatsku.
U svojoj rodnoj četvrti Orland Park u Chicagu pohađao je Osnovnu školu svetog Mihaela, nakon čega je pohađao Srednju školu "Carl Sandburg". Diplomirao je ekonomiju, poduzetništvo i poslovne komunikacije na Sveučilištu Loyola, također u Chicagu. Otac Edward Ranici umro je od raka 1999. Za sobom je ostavio i Billove tri sestre: Beth, Katie i Karen.
U proljeće 2004. prihvaćen je kao jedan od 16 natjecatelja televizijskog natjecanja Pripravnik američkoga poduzetnika i političara Donalda Trumpa, odabranih između 215.000 različitih prijavljenih kandidata. U to vrijeme uspješno je vodio trgovinu cigareta putem interneta. U završnici natjecanja pobijedio je Njujorčanina Kwamea Jacksona i osvojio jednogodišnji ugovor s Trumpovom organizacijom. Bio je voditelj projekta izgradnje Trumpovog međunardnog hotela i nebodera u rodnom Chicagu, za čije je izrade primao plaću od 250.000 američkih dolara. Osim zaposlenja, Bill je pobjedom u natjecanju postao i američka televizijska zvijezda, što mu je kasnije pomoglo u njegovoj glumačkoj karijeri.

## Osobni život
U prosincu 2006. zaručio se za glumicu Giulianu Rancic (rođenu DePandi) talijanskoga podrijetla. Oženili su se u rujnu 2007. u katoličkoj Crkvi svete Sofije u talijanskom gradu Capriju. Svečanost se odvijala na engleskom, talijanskom i latinskom, a pjesmu Ave Maria otpjevala je Bilova majka. O njihovu vjenčanju izvjestitli su brojni svjetski, ponajviše američki i talijanski tiskani mediji.
Par je na jednom televizijskom gostovanju u travnju 2012. najavio rođenje djeteta. Sin Edward Duke rodio se 29. kolovoza 2012. u gradskoj bolnici u Denveru.